# Leggenda di Nazaré

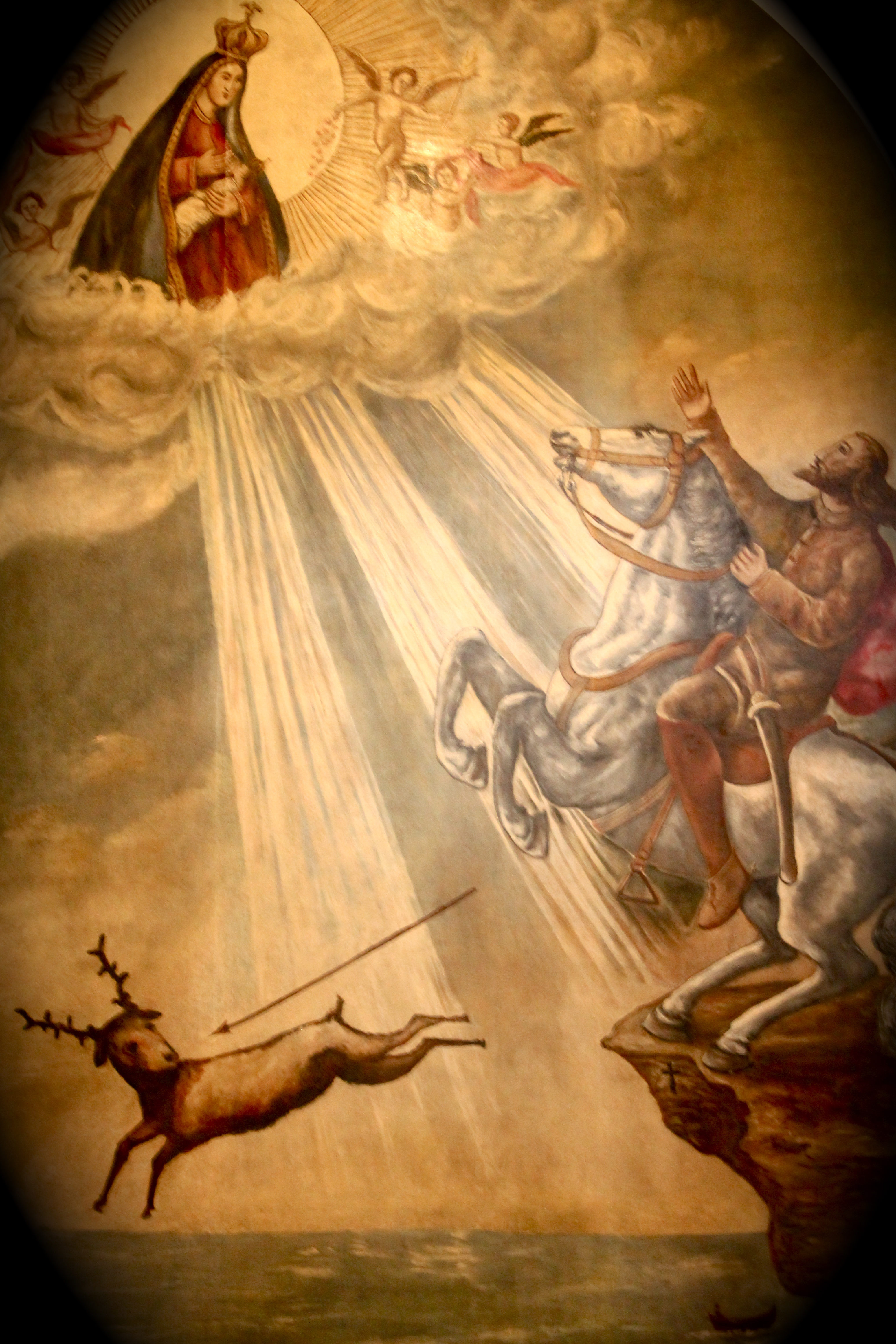
Rappresentazione del miracolo a Don Fuas Roupinho

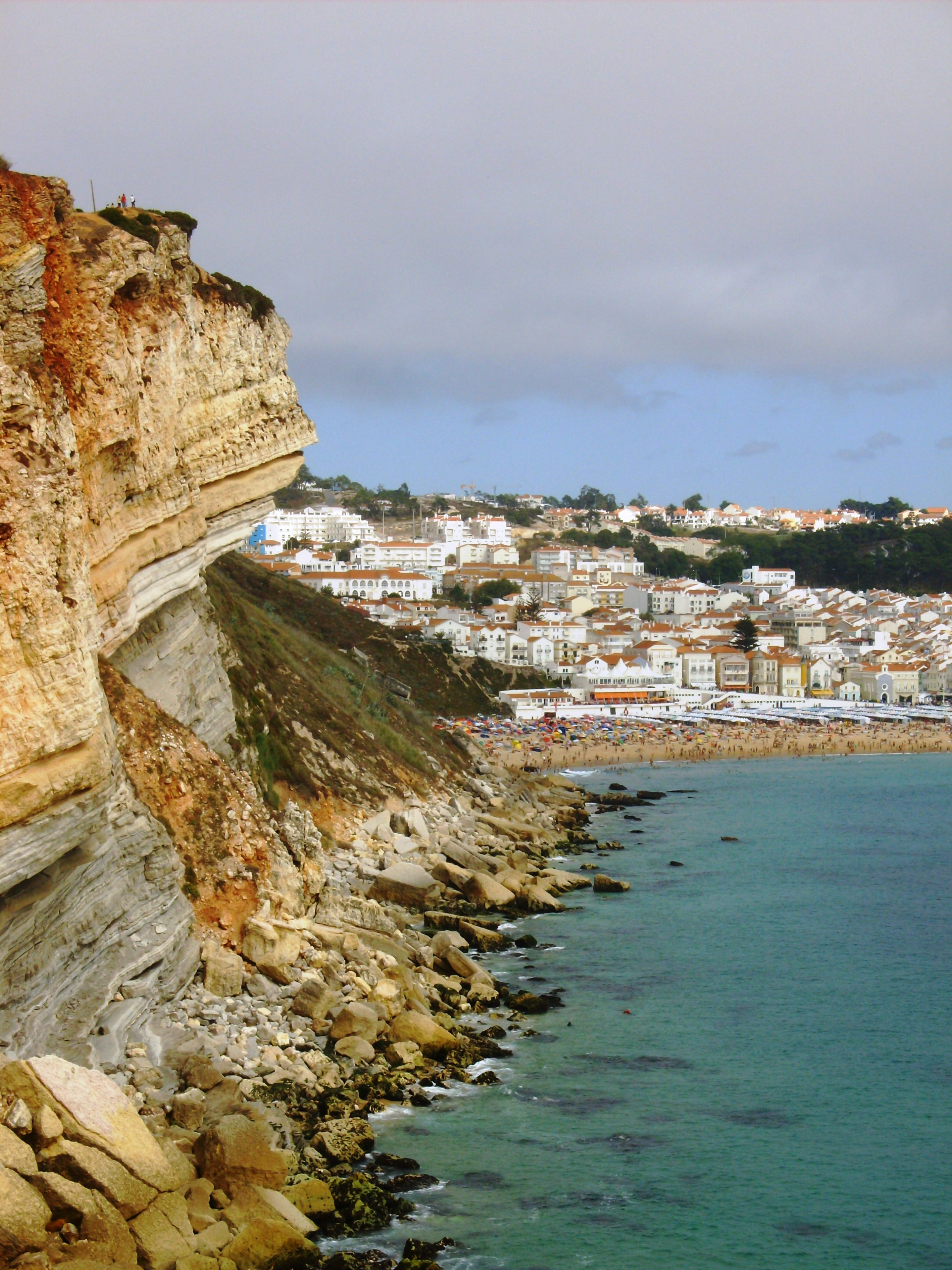
Nazaré : aspetto della scogliera in cui si è verificato il miracolo

La leggenda di Nazaré racconta di un miracolo accaduto a Nazaré nel 1182.

## Leggenda
Secondo la tradizione, all'alba del 14 settembre 1182, Don Fuas Roupinho, sindaco del castello di Porto de Mós, cacciava lungo la costa, circondato da una fitta nebbia, vicino alle sue terre, quando vide un cervo che immediatamente iniziò ad inseguire. Il cervo si diresse verso la cima di una scogliera. Don Fuas, nella nebbia, rimase isolato dai suoi compagni di caccia. Quando si rese conto di essere in cima alla scogliera, sul bordo della stessa e in pericolo di morte, riconobbe il posto. Era proprio accanto a una grotta dove veniva venerata un'immagine della Vergine Maria con Gesù Bambino. Quindi supplicò ad alta voce: Signora, aiutatemi!. Immediatamente, il cavallo si fermò miracolosamente, puntando i piedi nel masso roccioso sospeso sul vuoto,  salvando così il cavaliere e la sua cavalcatura da una morte certa che sarebbe derivata da una caduta da oltre cento metri. 
Don Fuas scese da cavallo e andò nella grotta per pregare e ringraziare per il miracolo ottenuto. Quindi mandò i suoi compagni a chiamare i muratori per costruire una cappella sopra la grotta, in memoria del miracolo, l'Eremo della memoria, per poter esporre l'immagine miracolosa ai fedeli. Prima di chiudere la grotta, i muratori crearono un altare tra le pietre, e inaspettatamente, trovarono una cassa d'avorio contenente alcune reliquie e una pergamena, dalla quale poterono identificarle come provenienti da São Brás e São Bartolomeu e ciò si collegava alla storia della piccola immagine lignea policroma raffigurante la Beata Vergine Maria seduta su una panca bassa che allatta al seno Gesù Bambino. 
Secondo la pergamena, l'immagine sarebbe stata venerata sin dai primi giorni del cristianesimo a Nazareth, in Galilea, città natale della Vergine Maria. Nel V secolo, il monaco greco Ciríaco la trasportò nel monastero di Cauliniana, vicino a Mérida in Spagna. Rimase lì, fino al 711, l'anno della battaglia di Guadalete, e dopo che furono sconfitte dai musulmani, le forze cristiane fuggirono disordinatamente verso nord. Quando la notizia della sconfitta raggiunse Mérida, i monaci di Cauliniana si prepararono a lasciare il monastero. 
Nel frattempo, Roderico, il re cristiano sconfitto, era riuscito a fuggire dal campo di battaglia e, travestito da mendicante, si era rifugiato in incognito a Kaoliniana. Ma quando si confessò a uno dei monaci, fra Romano, dovette dire chi fosse. Il monaco propose quindi di fuggire insieme sulla costa atlantica e di portare con sé l'immagine antichissima di Nossa Senhora da Nazaré, venerata nel monastero con la reputazione di essere molto miracolosa. 
Il 22 novembre 711, arrivarono a destinazione e si stabilirono sul Monte Seano, oggi Monte de São Bartolomeu, in una chiesa abbandonata che trovarono lì. L'esistenza di un monastero nelle vicinanze, di cui rimane la chiesa di São Gião, deve essere stato un fattore determinante nella scelta di questa destinazione di fuga finale. Dopo poco tempo si separarono per vivere come eremiti. Il re rimase, il monaco prese l'immagine con sé e si installò, a tre chilometri sulla collina, in una piccola grotta sulla cima di una scogliera a picco sul mare. 
Un anno dopo, re Roderico decise di lasciare la regione. Fra Romano continuò a vivere nell'eremo sotterraneo fino alla sua morte. L'immagine sacra di Nossa Senhora da Nazaré continuò a rimanere sull'altare, dove il monaco l'aveva collocata, fino al 1182 quando fu spostata nella cappella che Don Fuas aveva costruito sulla grotta. L'immagine rimase, dal 711, nello stesso posto, il Sítio da Nazaré. 
Nel 1377, il re Fernando I (1367-1383), a causa del significativo afflusso di pellegrini, ordinò la costruzione di una chiesa vicino alla cappella in cui fu trasferita l'immagine di Nossa Senhora da Nazaré, derivante questa denominazione, dal presunto suo luogo di origine, il villaggio di Nazareth in Galilea. 
La popolarità di questa devozione al tempo dell'età delle scoperte era così grande tra la gente del mare, che sia Vasco da Gama, prima e dopo il suo primo viaggio in India, sia Pedro Álvares Cabral, vennero in pellegrinaggio a Sítio da Nazaré. Tra i numerosi pellegrini della famiglia reale, giunsero anche la regina Donna Eleonora d'Asburgo, terza moglie del re Don Manuele I, sorella dell'imperatore Carlo V, futura regina di Francia, che soggiornò nel sito per alcuni giorni, nel 1519, in una casetta di legno costruita appositamente per questa occasione. Anche San Francesco Saverio, sacerdote gesuita, Apostolo d'Oriente, venne in pellegrinaggio a Nazaré prima di partire per Goa. In effetti, i gesuiti portoghesi furono i grandi propagatori di questo culto in tutti i continenti. 

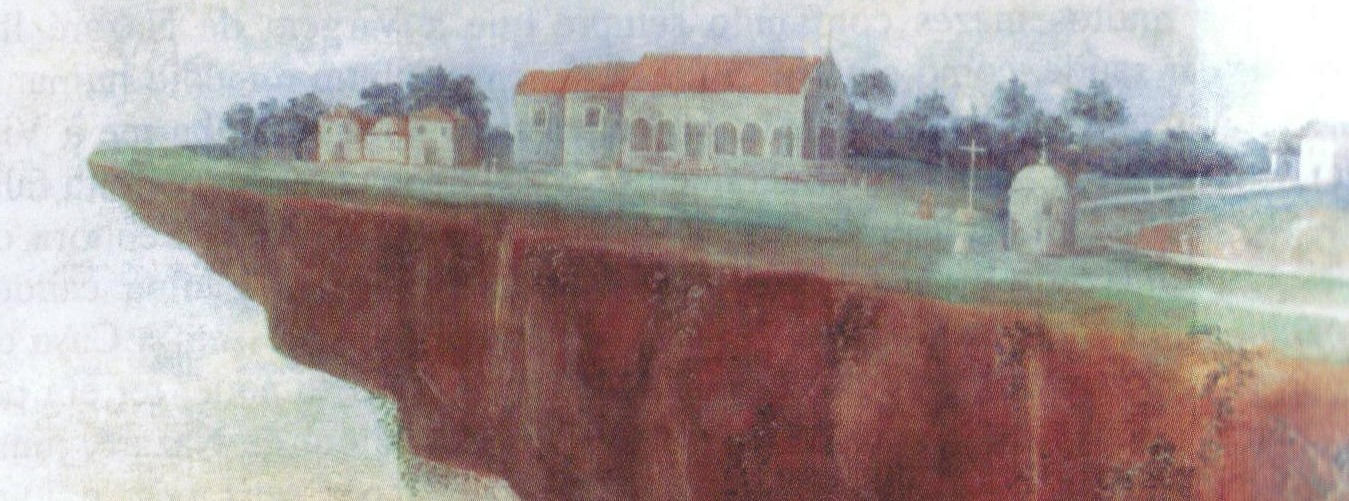
Santuario di Nossa Senhora da Nazaré (autore sconosciuto, secolo. XVII)

Nel XVII e XVIII secolo vi fu una grande diffusione del culto di Nossa Senhora da Nazaré in Portogallo e nell'Impero portoghese. Ancora oggi, alcune repliche della vera immagine sono venerate e ci sono diverse chiese e cappelle dedicate in tutto il mondo. Vale la pena di ricordare l'immagine di Nossa Senhora da Nazaré, che è venerata a Belém do Pará, in Brasile, la cui celebrazione annuale è stata chiamata Círio de Nazaré ed è uno dei più grandi pellegrinaggi del mondo, raggiungendo i due milioni di pellegrini in un giorno. 
Nel XVI secolo, il Santuario di Nossa Senhora da Nazaré, fondato da Don Fernando, iniziò a essere ricostruito e ampliato e le opere furono prolungate fino alla fine del XIX secolo. L'attuale edificio è il risultato di queste successive opere che gli hanno conferito un carattere peculiare di grande qualità. 
L'immagine sacra, realizzata in legno policromo, alta poco più di 25 cm., raffigura Maria di Nazaré seduta su una panca che allatta al seno il bambino Gesù seduto sulla sua gamba sinistra. È esposta nel presbiterio in una nicchia illuminata ed integrata nella pala d'altare barocca, alla quale i devoti possono accedere salendo una scala che parte dalla sagrestia. 
Secondo la tradizione orale, incisa su una lapide posta nella cappella della memoria nel 1623, l'immagine fu scolpita dal falegname San Giuseppe, a Nazareth, in Galilea, quando Gesù era ancora un bambino. Alcuni decenni dopo, San Luca Evangelista le dipinse il viso e le mani. Rimase a Nazareth fino a quando non fu portata a Betlemme dal monaco greco Ciríaco che la consegnò a San Girolamo, che la offrì a Sant'Agostino, che a sua volta la offrì al monastero di Cauliniana, da dove fu portata nel suo attuale sito. Quindi potrebbe essere l'immagine più antica venerata dai cristiani. 
Fino ad oggi, la tradizione indica ai visitatori il segno lasciato dal ferro di cavallo di uno dei piedi del cavallo di Don Fuas, vicino alla Cappella della Memoria, a Sítio da Nazaré.

## Iconografia

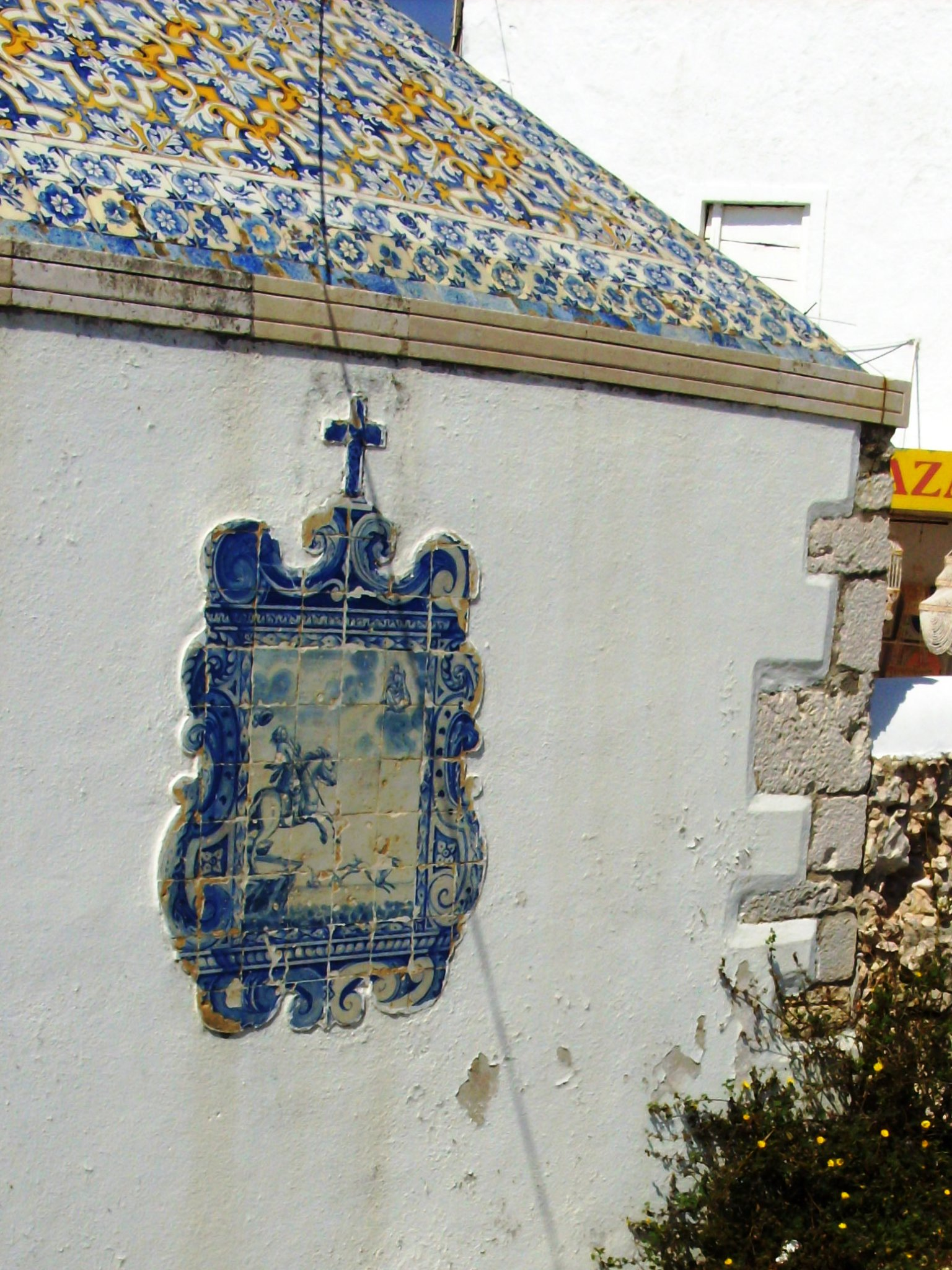
Eremo della Memoria: pannello di piastrelle che rappresenta il miracolo di Don Fuas Roupinho

Le rappresentazioni del Miracolo della Senhora da Nazaré a Don Fuas Roupinho sono innumerevoli, le più notevoli delle quali sono l'incisione anonima nel libro di Brito Alão (1628), la tela nell'arco della sacrestia del santuario firmata da Luís de Almeida, la variegata collezione di incisioni del Museo Dr. Joaquim Manso, a Sítio, la scultura della chiesa di São Domingos, a Lisbona, le vetrate nella cappella Quinta da Regaleira, a Sintra, il murale di Almada Negreiros nella stazione marittima dell'Alcântara, a Lisbona, e molti pannelli di piastrelle sulle facciate delle case nel villaggio di Nazaré e nella regione. 
Nell'incisione del libro sopra menzionato, il cavaliere appare, senza la rappresentazione della Vergine. Sulla tela della sacrestia, alcuni decenni dopo, l'immagine appare dipinta all'interno di una piccola grotta. Dalla fine del XVII secolo, la scena del miracolo viene sistematicamente presentata come un'apparizione mariana, in cui la Senhora da Nazaré "levita" sopra e di fronte al cavaliere, nel momento in cui questi, sul bordo della scogliera, sta per cadere nell'abisso. Fu questo modello sbagliato che ha perseverato fino ad oggi, distinguendosi per il suo carattere eccezionale, l'acquerello di Mário Botas, al Museu do Sítio, in cui la Signora è doppiamente rappresentata, "levitante" e nella grotta.

## Bibliografia

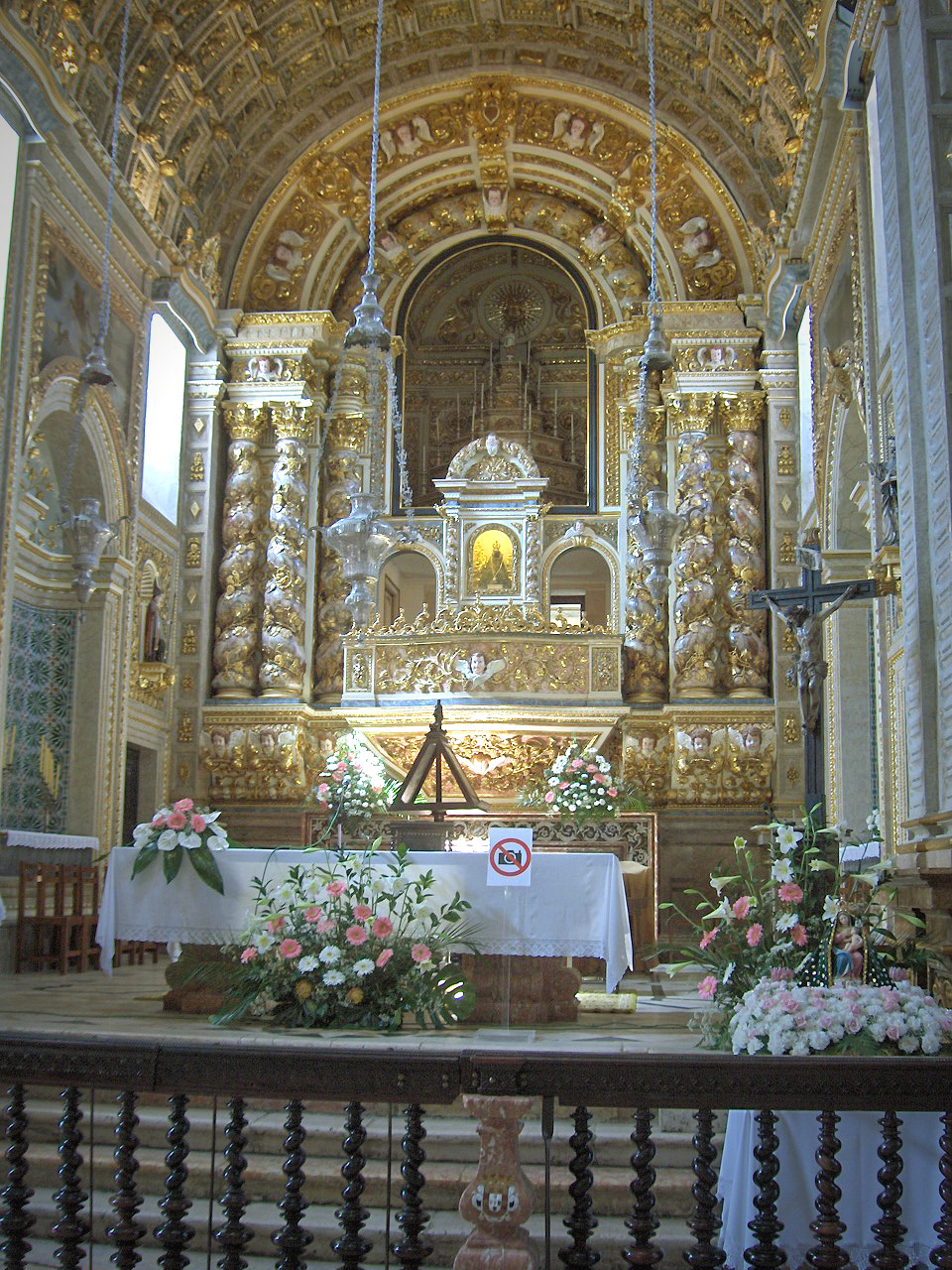
Santuario di Nossa Senhora da Nazaré : il coro